# Pakis (Bringin)
Pakis is een bestuurslaag in het regentschap Semarang van de provincie Midden-Java, Indonesië. Pakis telt 3385 inwoners (volkstelling 2010).